# Dire Daua
Dire Dawa ou Dire Daua ( amárico : ድሬዳዋ, Oromo : Dirre Dhawaa , lit.  "Local de remédio",  Somali : Diri Dhaba , que significa  "onde Dir acertou o chão com sua lança" ou "O verdadeiro Dir", árabe : ديري داوا   ) é uma cidade no leste da Etiópia, perto da fronteira com a Somália. É uma das duas cidades independentes do país, junto com Adis Abeba, a capital.
Dire Dawa é a segunda maior cidade da Etiópia. Tinha quase meio milhão de habitantes no ano de2019.fica na parte oriental do país, cortado pelo Rio Dechatu.  A periferia oeste da cidade fica às margens do rio Gorro, um afluente do rio Dechatu. Ele está localizado na latitude e longitude de 9 ° 36′N 41 ° 52′E.  A cidade é um centro industrial, que abriga vários mercados e o Aeroporto de Dire Dawa.

## Clima
A cidade de Dire Dawa tem um clima semi-árquente (classificação climática de Köppen  BSh). A temperatura média anual da cidade é de cerca de 25.9°C. A temperatura máxima média de Dire Dawa é 32.8°C, enquanto sua temperatura mínima média é de cerca de 19°C. A região tem duas estações chuvosas; isto é, uma pequena estação de chuvas de março a abril e uma estação de chuvas mais pronunciada que se estende de julho a agosto. A precipitação média anual agregada que a região obtém dessas duas estações é de cerca de 583 milímetros ou 23 polegadas.
| Dados climáticos para Dire Dawa (extremes 1952–present)                                   | Dados climáticos para Dire Dawa (extremes 1952–present) | Dados climáticos para Dire Dawa (extremes 1952–present) | Dados climáticos para Dire Dawa (extremes 1952–present) | Dados climáticos para Dire Dawa (extremes 1952–present) | Dados climáticos para Dire Dawa (extremes 1952–present) | Dados climáticos para Dire Dawa (extremes 1952–present) | Dados climáticos para Dire Dawa (extremes 1952–present) | Dados climáticos para Dire Dawa (extremes 1952–present) | Dados climáticos para Dire Dawa (extremes 1952–present) | Dados climáticos para Dire Dawa (extremes 1952–present) | Dados climáticos para Dire Dawa (extremes 1952–present) | Dados climáticos para Dire Dawa (extremes 1952–present) | Dados climáticos para Dire Dawa (extremes 1952–present) |
| Mês                                                                                       | Jan                                                     | Fev                                                     | Mar                                                     | Abr                                                     | Mai                                                     | Jun                                                     | Jul                                                     | Ago                                                     | Set                                                     | Out                                                     | Nov                                                     | Dez                                                     | Ano                                                     |
| ----------------------------------------------------------------------------------------- | ------------------------------------------------------- | ------------------------------------------------------- | ------------------------------------------------------- | ------------------------------------------------------- | ------------------------------------------------------- | ------------------------------------------------------- | ------------------------------------------------------- | ------------------------------------------------------- | ------------------------------------------------------- | ------------------------------------------------------- | ------------------------------------------------------- | ------------------------------------------------------- | ------------------------------------------------------- |
| Recorde alta °C (°F)                                                                      | 38.0 (100.4)                                            | 42.0 (107.6)                                            | 42.0 (107.6)                                            | 37.8 (100)                                              | 39.9 (103.8)                                            | 39.5 (103.1)                                            | 38.2 (100.8)                                            | 37.3 (99.1)                                             | 37.4 (99.3)                                             | 38.4 (101.1)                                            | 36.4 (97.5)                                             | 36.0 (96.8)                                             | 42.0 (107.6)                                            |
| Média alta °C (°F)                                                                        | 28.3 (82.9)                                             | 29.5 (85.1)                                             | 30.9 (87.6)                                             | 30.9 (87.6)                                             | 33.7 (92.7)                                             | 33.7 (92.7)                                             | 32.3 (90.1)                                             | 31.0 (87.8)                                             | 32.3 (90.1)                                             | 32.1 (89.8)                                             | 29.9 (85.8)                                             | 28.3 (82.9)                                             | 31.1 (88)                                               |
| Média diária °C (°F)                                                                      | 22.1 (71.8)                                             | 23.2 (73.8)                                             | 25.2 (77.4)                                             | 26.0 (78.8)                                             | 27.8 (82)                                               | 28.5 (83.3)                                             | 27.0 (80.6)                                             | 26.3 (79.3)                                             | 26.6 (79.9)                                             | 25.9 (78.6)                                             | 23.5 (74.3)                                             | 22.3 (72.1)                                             | 25.4 (77.7)                                             |
| Média baixa °C (°F)                                                                       | 14.8 (58.6)                                             | 15.5 (59.9)                                             | 18.2 (64.8)                                             | 19.6 (67.3)                                             | 20.7 (69.3)                                             | 21.6 (70.9)                                             | 20.4 (68.7)                                             | 19.2 (66.6)                                             | 19.6 (67.3)                                             | 18.1 (64.6)                                             | 15.6 (60.1)                                             | 14.4 (57.9)                                             | 18.1 (64.6)                                             |
| Recorde baixa °C (°F)                                                                     | 3.0 (37.4)                                              | 6.0 (42.8)                                              | 7.2 (45)                                                | 5.0 (41)                                                | 10.3 (50.5)                                             | 11.8 (53.2)                                             | 7.3 (45.1)                                              | 6.5 (43.7)                                              | 8.5 (47.3)                                              | 6.0 (42.8)                                              | 7.6 (45.7)                                              | 1.0 (33.8)                                              | 1.0 (33.8)                                              |
| Precipitação média mm (pol.)                                                              | 15 (0.59)                                               | 27 (1.06)                                               | 74 (2.91)                                               | 113 (4.45)                                              | 78 (3.07)                                               | 42 (1.65)                                               | 115 (4.53)                                              | 158 (6.22)                                              | 105 (4.13)                                              | 36 (1.42)                                               | 16 (0.63)                                               | 13 (0.51)                                               | 792 (31.17)                                             |
| Média de dias chuvosos (≥ 0.1 mm)                                                         | 2                                                       | 3                                                       | 7                                                       | 10                                                      | 6                                                       | 5                                                       | 11                                                      | 14                                                      | 10                                                      | 3                                                       | 2                                                       | 1                                                       | 74                                                      |
| Média umidade relativa (%)                                                                | 55                                                      | 56                                                      | 55                                                      | 55                                                      | 47                                                      | 44                                                      | 50                                                      | 53                                                      | 52                                                      | 45                                                      | 49                                                      | 51                                                      | 51                                                      |
| Média mensal horas de sol                                                                 | 294.5                                                   | 265.6                                                   | 257.3                                                   | 246.0                                                   | 244.9                                                   | 204.0                                                   | 220.1                                                   | 244.9                                                   | 234.0                                                   | 248.0                                                   | 282.0                                                   | 300.7                                                   | 3 042                                                   |
| Média diária horas de sol                                                                 | 9.5                                                     | 9.4                                                     | 8.3                                                     | 8.2                                                     | 7.9                                                     | 6.8                                                     | 7.1                                                     | 7.9                                                     | 7.8                                                     | 8.0                                                     | 9.4                                                     | 9.7                                                     | 8.3                                                     |
| Source #1: Deutscher Wetterdienst, World Meteorological Organisation (rainfall 1981–2010) |                                                         |                                                         |                                                         |                                                         |                                                         |                                                         |                                                         |                                                         |                                                         |                                                         |                                                         |                                                         |                                                         |
| Source #2: Meteo Climat (record highs and lows)                                           |                                                         |                                                         |                                                         |                                                         |                                                         |                                                         |                                                         |                                                         |                                                         |                                                         |                                                         |                                                         |                                                         |